# Sztuka ścigania się w deszczu
Sztuka ścigania się w deszczu (org. The Art of Racing in the Rain) – amerykański komediodramat z 2019 w reżyserii Simona Curtisa, z Milo Ventimiglia i Amandą Seyfried w rolach głównych, którego scenariusz powstał na motywach powieści Gartha Steina pod tym samym tyułem.
Film miał swoją premierę 7 sierpnia 2019.

## Fabuła
Rodząca się więź młodego golden retrievera ze swoim właścicielem, aspirującym kierowcą wyścigowym Formuły 1, wpłynie na jego wybory i gotowość do bycia oddanym i zaufanym przyjacielem każdego z członków rodziny.

## Obsada
W filmie wystąpili m.in.:
- Kevin Costner jako głos psa Enzo
- Milo Ventimiglia jako Denny Swift
- Amanda Seyfried jako Avery „Eve” Swift
- Kathy Baker jako Trish
- Martin Donovan jako Maxwell
- Gary Cole jako Don Kitch
- McKinley Belcher III jako Mark Finn
- Ryan Kiera Armstrong jako młoda Zoe Swift
- Lily Dodsworth-Evans jako nastoletnia Zoe Swift